# Nadia Tuéni
Nadia Tuéni (Baakline, 1935-Beirut, 1983) fue una escritora libanesa. 
Hija de madre francesa y de padre diplomático druso, era bilingüe y empezó a estudiar derecho en la Universidad San José de Beirut pero interrumpió sus estudios en 1954 para casarse con el periodista y diputado de Beirut Ghassan Tuéni que más tarde sería embajador del Líbano en la ONU de 1977 a 1982.
Tuvieron dos hijos, Gébrane, periodista asesinado el 12 de diciembre de 2005 en Beirut y Makram, fallecido en un siniestro de coche, y una hija, Nayla, cuya muerte de cáncer con siete años afectó a Nadia Tuéni y la llevó a escribir Les Textes blonds, 1963. En 1965, Nadia Tuéni también sufriría un cáncer. En 1967 la nombraron directora del periódico libanés Le Jour, y colaboró con diversas publicaciones en francés y árabe.

## Obra
- Les Textes blonds, 1963
- L'Âge d'écume, 1965
- Juin et les Mécréantes, Seghers, 1968
- Poèmes pour une histoire, 1972, Seghers, prix de l'Académie française en 1973
- Le Rêveur de Terre, 1975, Seghers
- Liban: vingt poèmes pour un amour, 1979, Beyrouth
- Archives sentimentales d'une guerre au Liban, 1982, Beyrouth
- La Terre arrêtée, recueil posthume, 1984, Belfond.
- Une guerre pour les autres, Lattès, 1985
- De ma fenêtre sans maison, Le Chêne, 1996
- Jardinier de ma mémoire, Flammarion, 1998
- Nadia Tueni, Les œuvres poétiques complètes. Éditions Dar An-Nahar, 1986.
- Nadia Tueni, La prose. Éditions Dar An-Nahar, 1986